# Turks- och Caicosöarnas flagga
Turks- och Caicosöarna har, precis som andra brittiska territorier, Union Jack i övre vänstra hörnet. Den antogs den 7 november 1968 av Turks- och Caicosöarna och har en vapensköld mitt på flaggan med ett snäckskal, en krabba och en kaktus. Vapenskölden ändras 1999.